# أوستين هايز
أوستين هايز (بالإنجليزية: Austin Hays)‏ هو لاعب محترف لكرة القاعدة ‏ أمريكي، ولد في 5 يوليو 1995 في دايتونا بيتش في الولايات المتحدة.

## وصلات خارجية
- أوستين هايز على موقع دوري كرة القاعدة الرئيسي (الإنجليزية)
- أوستين هايز على موقعبيزبول رفرنس.كوم (الدوري الرئيسي) (الإنجليزية)
- أوستين هايز على موقعبيزبول رفرنس.كوم (الدوري الثانوي) (الإنجليزية)
- أوستين هايز على موقع إي إس بي إن.كوم (أم.أل.بي) (الإنجليزية)
- أوستين هايز على موقع مشجعي الرسوم البيانية (الإنجليزية)